# Атлантически червеношийки
Атлантическите червеношийки (Prionotus) са род актиноптери от семейство Морски лястовици (Triglidae).
Таксонът е описан за пръв път от Бернар Жермен дьо Ласепед през 1801 година.

## Видове
- Prionotus alatus
- Prionotus albirostris
- Prionotus beanii
- Prionotus birostratus
- Prionotus carolinus
- Prionotus evolans
- Prionotus horrens
- Prionotus longispinosus
- Prionotus martis
- Prionotus miles
- Prionotus murielae
- Prionotus nudigula
- Prionotus ophryas
- Prionotus paralatus
- Prionotus punctatus
- Prionotus roseus
- Prionotus rubio
- Prionotus ruscarius
- Prionotus scitulus
- Prionotus stearnsi
- Prionotus stephanophrys
- Prionotus teaguei
- Prionotus tribulus